# Душанбинский троллейбус
Душанбинский троллейбус (тадж. Троллейбусҳо дар Душанбе) — единственная троллейбусная система в Таджикистане, расположенная в Душанбе. Открыта 1 мая 1955 года. Систему обслуживает КП «Пассажирское унитарное предприятие „Душанбенақлиётхадамотрасон“».
Одна из четырёх действующих троллейбусных систем в странах Центральной Азии (наряду с системами Алматы, Оша и Ургенча).

## История
Развитие электрического транспорта в Душанбе началось в середине 1950-х годов, когда согласно решению № 106 исполкома Сталинабадского горсовета от 6 апреля 1955 года в городе было организовано троллейбусное управление. И уже 1 мая 1955 года по главной улице города пошли первые троллейбусы.
В 1957 году была открыта линия № 2, а в 1958-м — № 3. С введением в эксплуатацию 2-го троллейбусного парка в 1967 году протяженность контактной сети увеличилась до 49 км, а число маршрутов увеличилось до 9, количество машин на маршрутах — до 65 единиц, а число рабочих достигло 700 человек.
С распадом СССР и перебоями в поставках нефтепродуктов, которые периодически имели место в 1990-х годах городской транспорт Душанбе претерпел значительных проблем. Так, автобусный парк вообще прекратил существование, и поэтому до появления на Душанбинских улицах маршрутных такси, основная нагрузка по перевозке пассажиров легла на троллейбус. В период нехватки подвижного состава был задействован весь имеющийся электрический транспорт, включая грузовые троллейбусы КТГ-1 производства Киевского завода электротранспорта.
Численность троллейбусов, находящихся в эксплуатации, в конце 1980-х достигло 250 единиц модели ЗИУ-682, а уже в конце 1990-х — 45-50 машин, сокращалась и маршрутная сетка.
За годы независимости Таджикистан приобрел 27 единиц троллейбусов, при нормативном сроке амортизации троллейбусов 10 лет. Попытки поддержать имеющийся подвижной состав заставили в середине 1990-х отправить партию троллейбусов на капитальный ремонт в Казахстан, на Алма-Атинский ремонтный трамвайно-троллейбусный завод, но из-за нехватки финансирования их так и не отремонтировали и денег на «возвращение» машин обратно в Душанбе тоже не нашлось.
9 сентября 2004 года мэр Душанбе Махмадсаид Убайдуллаев и генеральный директор российского ОАО «Тролза-Маркет» Павел Берлин подписали контракт о закупке 100 новых троллейбусов для удовлетворения потребностей Душанбинского городского транспорта. Первые поставки новых троллейбусов начались летом-осенью 2005 года, а последняя, сотая машина поступила в апреле 2006 года. С введением в эксплуатацию новых машин, старые, отработавшие своё, а также самоделки, начали списываться.
В 2015 году в Душанбе начали использовать новые троллейбусы местного производства, собранные на ГУП «Сборка энергетического транспорта и велосипеда».
За 2016 год троллейбусами в городе Душанбе было перевезено более 11 млн человек, что составляет 10 % от всего пассажиропотока города.
По состоянию на январь 2017 года троллейбусные парки города насчитывают 166 единиц троллейбусов, из которых ежедневно на линию выходят 70 единиц. Для инвалидов приспособлено 45 единиц транспорта, что составляет 28 % от общего количества троллейбусов.
2 октября 2019 года стало известно, что ЕБРР выделит $8 млн на развитие троллейбусной сети в Душанбе.

## Исторические маршруты
| №  | Маршрут в 1987 году                    | Маршрут в 1990 году                                        | Маршрут в 2003 году                                                  | Маршрут в 2005 году                                                            | Маршрут в 2019 году                                                        |
| -- | -------------------------------------- | ---------------------------------------------------------- | -------------------------------------------------------------------- | ------------------------------------------------------------------------------ | -------------------------------------------------------------------------- |
| 1  | ЖД вокзал — Парк Айни                  | Маршрут 1987 года                                          | Маршрут 1987 года                                                    | Маршрут 1987 года                                                              | Маршрут продлён до терминала Маром (этот участок новый на автономном ходу) |
| 2  | Аэропорт — Гиссарский ж/м              | Маршрут 1987 года                                          | ЦУМ — Гиссарский ж/м (сокращен от Аэропорта до ЦУМа)                 | Маршрут 2003 года                                                              | Закрыт                                                                     |
| 3  | Аэропорт — Политехникум                | Маршрут 1987 года                                          | Маршрут 1987 года                                                    | Маршрут 1987 года                                                              | Закрыт                                                                     |
| 4  | Аэропорт — пос. Гулбутта               | Маршрут 1987 года                                          | Маршрут 1987 года                                                    | Маршрут 1987 года                                                              | Маршрут 1987 года                                                          |
| 5  | ЖД вокзал — Гипроземгородок            | Маршрут 1987 года                                          | Маршрут 1987 года                                                    | Маршрут 1987 года                                                              | Маршрут 1987 года                                                          |
| 6  | Парк Победы — Гиссарский ж/м           | Маршрут 1987 года                                          | Закрыт                                                               | Маршрут 1987 года                                                              | Закрыт                                                                     |
| 7  | Гипроземгородок — ЖД рынок             | Маршрут 1987 года                                          | Закрыт                                                               | Маршрут 1987 года                                                              | Закрыт                                                                     |
| 8  | ЖД вокзал — пос. Калинина (112-й мкр)  | Маршрут 1987 года                                          | Закрыт                                                               | Маршрут 1987 года                                                              | Закрыт                                                                     |
| 9  | пос. Обшорон — Фабрика Ширин           | Маршрут 1987 года                                          | Маршрут 1987 года                                                    | Маршрут 1987 года                                                              | Закрыт                                                                     |
| 10 | пос. Обшорон — пос. Казакон (82-й мкр) | Маршрут 1987 года                                          | пос. Обшорон — гост. Душанбе (сокращен от пос. Казакон до к/т Ватан) | Маршрут 2003 года                                                              | пос. Обшорон — больница Караболо (сокращен от пос. Казакон до Караболо)    |
| 11 | Гиссарский ж/м — Парк Айни             | Гиссарский ж/м — Цементный завод (продление от парка Айни) | Маршрут 1990 года                                                    | пос. Северный — Цементный завод (сокращен от Гиссарского ж/м до пос. Северный) | Закрыт                                                                     |
| 12 | ЦУМ — Гипроземгородок                  | Маршрут 1987 года                                          | Маршрут 1987 года                                                    | Маршрут 1987 года                                                              | Закрыт                                                                     |
| 13 | ЦУМ — Гиссарский ж/м                   | Маршрут 1987 года                                          | Закрыт                                                               | Цирк — Гипроземгородок (полностью изменён)                                     | Закрыт                                                                     |
| 14 | Гиссарский ж/м — Политехникум          | Гиссарский ж/м — Автоцентр (продление от Политехникума)    | Закрыт                                                               | Маршрут 1990 года                                                              | Закрыт                                                                     |

## Маршруты
На 28 января 2021 года действовали следующие маршруты:
| №  | Путь следования                            |
| -- | ------------------------------------------ |
| 1  | Парк им. С. Айни — Железнодорожный вокзал  |
| 2  | Микрорайон «Заравшон-2» — Аэропорт         |
| 4  | Посёлок «Гульбута» — Аэропорт              |
| 5  | Гипроземгородок — Железнодорожный вокзал   |
| 9  | Масложиркомбинат — Посёлок «Обшорон»       |
| 10 | Микрорайон 82 — Посёлок «Обшорон»          |
| 11 | Парк им. С. Айни — Микрорайон «Заравшон-2» |
| 12 | Автоцентр — ТЦ «Таджикистан»               |

## Подвижной состав
Действующий
- БКМ-32100D

Ранее использовавшиеся
- ЗиУ-682Г и модификации;
- ЗиУ-682В и модификации
- ТролЗа-5275.03 «Оптима»;
- Akia Ultra TB12